# Kristotomus incompletus
Kristotomus incompletus là một loài tò vò trong họ Ichneumonidae.